# 키프로스 증권거래소
키프로스 증권거래소(그리스어: Χρηματιστήριο Αξιών Κύπρου, 영어: Cyprus Stock Exchange, CSE)는 키프로스 키프로스에 위치한 증권거래소이다.